# Ciklopropanon
A ciklopropanon szerves vegyület, képlete (CH2)2CO. Az alapvegyület instabil, gyenge nukleofilokra is érzékeny. A ciklopropanon helyettesítésére ketálokat is használnak.

## Előállítás
A ciklopropanon ketén és diazomentán reakciójával állítható elő. Ezen oldatok –78 °C-on stabilak. Protikus reagensek, például karbonsavak, primer és szekunder aminok vagy alkoholok jelenlétében a ciklopropanon gyakran szobahőmérsékleten izolálható adduktumokat képez:
{\displaystyle {\ce {(CH2)2CO +X-H ->(CH2)2C(X)OH (X=R^{1}NR^{2}, HO, RO)}}}

## Szerkezet
A három szén és az oxigén egy síkban van. Mikrohullámú spektrum alapján a H2C–CH2 kötés különösen hosszú, 157,5 pm. Ezzel szemben a ciklopropán C–C kötése 151 pm. A C=O kötés 119 pm, rövidebb, mint az acetonban (123 pm).
νC=O az infravörös spektrumban 1815 cm−1-nél van, az általános ketonokra jellemzőnél 70 cm−1-nel magasabb.

## Származékai
A ciklopropanonok a ciklikus ketonok Favorszkij-átrendeződésének köztitermékei, ahol a karbonsavképződést gyűrűszűkülés kíséri.
A ciklopropanonok 1,3-dipólusokként reagálnak cikloaddíciókban ciklikus diénekkel, például furánnal. Egy oxiallil-köztitermék vagy vegyérték-tautomer, vagy egy biradikális (vö. trimetilénmetán) lehet az aktív intermedier.
A ciklopropanonok további reakciói ezen intermedieren keresztül történnek. Például az enantiomertiszta (+)-transz-2,3-di-terc-butilciklopropanon 80 °C-on racemizálódik.
Oxiallil-köztitermék játszhat szerepet egy 3,6-dihidro-4H-pirazol-4-on indánná való, nitrogéntávozással történő alakulásában:
A fenti reakcióban az  „A” oxiallil-köztitermék a „B” ciklopropanonnal egyensúlyban a fenilgyűrűt karbokationon keresztül reagál a fenilgyűrűvel tranziens „C” ciklohexa-1,3-diént adva (UV-nyoma hasonlít az izotoluolra), majd ismét aromás lesz. „A” és „B” energiakülönbsége 5-7 kcal/mol (21-29 kJ/mol).

### Koprin
Az 1-aminociklopropanol a gombatoxin koprin hidrolízisével keletkezik. Ez az acetaldehid-dehidrogenáz inhibitora.

## Fordítás
Ez a szócikk részben vagy egészben  a   Cyclopropanone című angol Wikipédia-szócikk ezen változatának fordításán alapul.  Az eredeti cikk szerkesztőit annak laptörténete sorolja fel. Ez a jelzés csupán a megfogalmazás eredetét és a szerzői jogokat jelzi, nem szolgál a cikkben szereplő információk forrásmegjelöléseként.